# امیکرون¹ سگ بزرگ

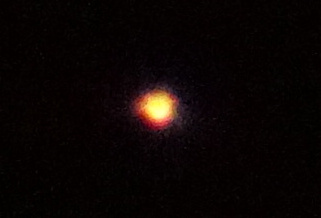
نمایی از ستارهٔ امیکرون¹ سگ بزرگ در منظومهٔ خورشیدی – ۲۰۲۱

امیکرون¹ سگ بزرگ یک ستاره است که در صورت فلکی سگ بزرگ قرار دارد.